# Murray (Iowa)
Murray ist eine Kleinstadt (mit dem Status „City“) im Clarke County im US-amerikanischen Bundesstaat Iowa. Das U.S. Census Bureau hat bei der Volkszählung 2020 eine Einwohnerzahl von 684 ermittelt.

## Geografie
Murray liegt im Süden Iowas auf 41°02′30″ nördlicher Breite und 93°56′58″ westlicher Länge. Die Stadt erstreckt sich über eine Fläche von 2,05 km² und ist die größte Ortschaft innerhalb der Troy Township.
Nachbarorte von Murray sind East Peru (24,7 km nördlich), Truro (28 km nordöstlich), Osceola (18,1 km östlich), Grand River (28,3 km südlich), Thayer (10,4 km westlich) und Lorimor (18,4 km nordwestlich).
Die nächstgelegenen größeren Städte sind Iowas Hauptstadt Des Moines (95,6 km nordnordöstlich), Cedar Rapids (280 km nordöstlich), Iowa City (277 km ostnordöstlich), Kansas City in Missouri (239 km südsüdwestlich), Nebraskas größte Stadt Omaha (199 km westlich) und Sioux City (338 km nordwestlich).

## Verkehr
Der U.S. Highway 34 verläuft in West-Ost-Richtung wenige hundert Meter südlich der Stadt. Alle weiteren Straßen sind untergeordnete Landstraßen, teils unbefestigte Fahrwege sowie innerörtliche Verbindungsstraßen.
Eine Eisenbahnlinie für den Frachtverkehr der BNSF Railway führt in West-Ost-Richtung durch das Stadtgebiet von Murray. Diese Strecke wird auch vom von Chicago nach San Francisco verkehrenden Fernzug California Zephyr von Amtrak genutzt, der im benachbarten Osceola eine Station unterhält.
Mit dem Osceola Municipal Airport befindet sich 26,5 km östlich ein kleiner Flugplatz. Der nächste Verkehrsflughafen ist der Des Moines International Airport (85,5 km nordnordöstlich).

## Bevölkerung
Nach der Volkszählung im Jahr 2010 lebten in Murray 756 Menschen in 310 Haushalten. Die Bevölkerungsdichte betrug 368,8 Einwohner pro Quadratkilometer. In den 310 Haushalten lebten statistisch je 2,44 Personen.
Ethnisch betrachtet setzte sich die Bevölkerung zusammen aus 98,1 Prozent Weißen, 0,5 Prozent Afroamerikanern sowie 1,3 Prozent aus anderen ethnischen Gruppen. Unabhängig von der ethnischen Zugehörigkeit waren 2,9 Prozent der Bevölkerung spanischer oder lateinamerikanischer Abstammung.
26,5 Prozent der Bevölkerung waren unter 18 Jahre alt, 58,7 Prozent waren zwischen 18 und 64 und 14,8 Prozent waren 65 Jahre oder älter. 50,3 Prozent der Bevölkerung waren weiblich.
Das mittlere jährliche Einkommen eines Haushalts lag bei 44.844 USD. Das Pro-Kopf-Einkommen betrug 26.275 USD. 16,8 Prozent der Einwohner lebten unterhalb der Armutsgrenze.

## Bekannte Bewohner
- Meridel Le Sueur (1900–1996) – Schriftstellerin und Frauenrechtlerin – geboren und aufgewachsen in Murray